# Schmackpfund
Das Schmackpfund ist eine Gewichtseinheit, die in den Ländern entlang der Nord- und Ostseeküste im Gebrauch war. 
- Riga: 1 Schmackpfund = 400 gewöhnliche Pfund
- Lübeck: 4 Schmackpfund = 5 Schiffspfund (Lübeck)
- 1 Schmackpfund = 347 ½ Pfund (Wiener) (1 Wiener Pf.= 0,696 Kilogramm) = 241,86 Kilogramm

Das Hamburger Schmackpfund und das Stockholmer waren gleich groß.